# Прва коалиција
Рат прве коалиције (1792 — 1797) означава први велики рат више европских сила против уставне Краљевине Француске, а касније револуционарне Француске, наследнице краљевине. Када је Национални конвент прогласио да је циљ извоз и ширење револуције створена је коалиција против Француске. Краљ Луј XVI је јануара 1793. погубљен на гиљотини. Прву коалицију су чинили:
- Аустријско царство (унутар Светог римског царства)
- Аустријска Низоземска
- Краљевство Велика Британија
- Напуљска краљевина (склопљен мир 1796)
- Краљевина Сардинија (мир 1796)
- различите Италијанске државе 1793—1796
- Пруска (склопљен мир 1795)
- Шпанска империја (склопљен мир 1795)
- Португал
- француски ројалисти, монархисти и побуне

Те силе започеле су неколико најезди на Француску. Аустрија и Пруска су нападале преко Рајне и из Аустријске Низоземске (данашња Белгија). Велика Британија подржавала је побуне по француским провинцијама и опседала је Тулон. Французи су у једним биткама победили, али поражени су од Аустријанаца у бици код Нервиндена, а имали су унутрашње побуне. Коалициона војска је кренула у напад на Француску. Комитет јавне безбедности је позвао у војску све од 18 до 25 година. Нова француска армија је извела контранапад и инвазиону војску је потиснула ван граница Француске. Француска војска је освојила Холандију и основала је Батавијску Републику као вазалну државу у мају 1795. Француска је Базелским миром освојила и пруски Рајнланд. Шпанија је склопила посебан мировни споразум (други Базелски мир) са Француском. После тих мировних споразума Директориј је изводио планове освајања северне Италије и делова Немачке. Наполеон је победио у северној Италији, па је Аустрија била избачена из рата Кампоформијским миром. Прва коалиција је тада пропала. На бојном пољу против Француске остала је само Велика Британија. Ова војна кампања би можда имала више успеха да је било координације између чланица Прве коалиције. Свака земља се борила за одређени део Француске који су планирали да заузму независно од других чланица савеза и нису имали никакву координацију и договор око напада.

## Позадина и 1792.
- Шарл Димурије
- Пјер Ожеро
- Жан-Батист Карије

Већ 1791. монархије у Европи су биле забринуте збивањима у Француској и разматрали су да ли да интервенишу. Једни су намеравали да интервенишу да би подржали Луја XVI, а други су намеравали да искористе хаос у Француској. Кључна особа је био Леополд II, који је био брат Марије Антоањете. Био је све забринутији како је револуција постајала радикалнија, али још увек се надао да ће избећи рат. Цар Леополд II и пруски краљ Фридрик Вилхелм II од Пруске саветовали су се 27. августа 1791. са француским племићима и издали су проглас у коме су претили интервенцијом, ако се што деси француском краљу или његовој породици. У Француској су озбиљно схватили ту претњу.
Поред идеолошких разлика између Француске и европских монархија постојали су и спорови око царских поседа Алзаса. Осим тога постојала је агитација француског племства у емиграцији у Аустријској Низоземској и мањим државама Немачке. Француска је прва Аустрији прогласила рат. Скупшина је гласала за рат 20. априла 1792, а Пруска, која се удружила са Аустријом је у јулу 1792. објавила рат Француској. Новоименовани министар спољних послова Шарл Димурије је најпре припремао инвазију Аустријске Низоземске, јер су се Французи надали да ће се становништво Белгије дигнути против Аустрије. Међутим француска војска је због револуције изгубила организацију, а нису могли ни сакупити довољно војске за инвазију Белгије. Војници би бежали на први знак битке, масовно би дезертирали, а у једном случају су убили свога генерала. француска револуционарна влада је кренула у реорганизацију армије и мобилисање свежих снага. Савезничка армија, у којој су Пруси били већина сакупили су се у Кобленцу под командом војводе од Брунсвика. У јулу 1792. су започели инвазију и лако су заузели тврђаве Лонгви и Верден. После тога војвода од Брунсвика је издао прокламацију о намери савезника да се француском краљу врати сва власт. Осим тога прогласио је да се град или појединци који им се буду супротстављали третирају као побуњеници и да ће бити осуђени на смрт. Тај проглас је мотивирао револуционарну армију и владу да се супротставе свим средствима. Маса је због тога провалила у краљевски дворац Тиљери и свргла француског краља.
Инвазија се наставила, али 20. септембра 1792. у бици код Валмија дошло је до застоја инвазије. Високо професионална француска артиљерија се посебно истакла у тој бици. Битка је завршила тактички нерешено, али представљала је велики потицај француском моралу. За Прусе је инвазија Француске постала сувише дугачка и сувише скупа, а ризик и трошкови превелики, па су одлучили да се повуку из Француске да би сачували своју армију. Французи су у међувремену били успешни на неколико фронтова. Заузели су Савоју и Ницу, а генерал Адам Кистин је извршио инвазију Немачке. Заузео је неколико немачких градова на Рајни и дошао до Франкфурта. Шарл Димурје је поново покренуо офанзиву у Белгији и победио је Аустријанце у бици код Жемапа 6. новембра 1792. После те битке заузео је Белгију до краја зиме.
- Луј Дезе
- Жак Дигомије
- Жан Батист Бернадот

## 1793.
Дана 17. јануара 1793, краљ Луј XVI је осуђен на смрт због „завере против јавне слободне и генералне безбедности“ од стране слабе већине у Конвенту. Погубљење 21. јануара 1793. је довело до још више ратова са осталим европским државама, јер је ујединило целу Европу укључујући Шпанију, Напуљску краљевину и Холандију против револуције. И Велика Британије се укључила у прву коалицију против Француске. Сакупљене су велике војске против Француске на свим њеним границама. Француска је на то објавила нову регрутацију стотина хиљада људи. То је био почетак француске политике кориштења масовне регрутације да би имали више људства него што би могле имати аристократске државе. Француска војска је у почетку била истерана из Белгије, а суочила се са побунама и на југу и на западу. До краја године побуне су угушене спровођењем оштре репресије, која је укључивала и масовна стрељања. Нове велике француске армије су успеле да се одупру спољашњим инвазијама. Година је завршила са успоном француске војске, а границе су биле близу предратних граница.
- Луј Лазар Хош
- Жан-Батист Журдан
- Франсоа Келерман

## 1794.
Током 1794. француске револуционарне армије су постале све успешније. Нису успели да заузму Пијемонт, али инвазија Шпаније је била успешна. Французи су заузели Сан Себастијан. Французи су победили у Белгији и заузели целу Белгију и Рајнланд.
- Жан Батист Клебер
- Етјен Макдоналд
- Андре Масена

## 1795.
Французи су изненадним зимским нападом заузели Холандију и основали Батавијску републику као сателитску државу маја 1795. Склопљен је Базелски мир са Пруском и Шпанијом, па је Пруска препустила Француској леву обалу Рајне. Француска и Шпанија су успоставиле предратне границе. Француска је тиме ослободила велику армију на Пиринејима и том армијом је ојачала армију на Алпама, па су лако заузели Пијемонт. 
Британија је неуспешно покушала да потпирује и шаље појачања за побуну у Вандеји у Француској. Покушај свргавања владе у Паризу спречио је Наполеон својим топовима. После тога успостављен је Директориј. На реци Рајни генерал Пишегри је преговарао са протераним ројалистима и издао је француску армију. Због тога су Французи морали обуставити опсаду Меца и морали су евакуирати Манхајм.

## 1796.
Француска се припремала за велике нападе на три фронта. Жан-Батист Журдан и Жан Моро су били на Рајни, а Наполеон у Италији. Наполеонова италијанска кампања је требала да буде споредна, да одврати аустријанце од главног напада према Бечу, кроз Немачку. Кампања на Рајни је спектакуларно пропала, а Бонапарта је то надокнадио сјајним борбама и великим напредовањем. Три армије су се касније спојиле у Тиролу и кренули су на Беч. Журдан и Моро су напредовали кроз Немачку. Моро је дошао до Баварске и руба Тирола до септембра. Пошто је Журдан био поражен од надвојводе Карла обе армије су биле присиљене на повлачење преко Рајне. Наполеон је са друге стране остварио велики успех у Италији. Раздвојио је војске Сардиније и Аустрије и победио их. Сардинију је присилио на мир и заузео је Милано и опседао је Мантову. Настављајући опсаду победио је неколико аустријских војски, које су биле послане против њега. Луј Лазар Хош је коначно 1796.  сломио пубуну у Вендеји .

## 1797.
Наполеон је заузео Мантову. Ту се предало 18.000 Аустријанаца. Надвојвода Карло није могао да спречи Наполеона да изврши инвазију Тирола, па је аустријска влада молила за мир у априлу пошто је Наполеон довео војску на само 100 миља од Беча. Тада је започела и нова француска инвазија Немачке. Кампоформијски мир је склопљен октобра 1797. Француска је добила Белгију и велики део Порајња и један део Италије. Млетачка република је подељена између Аустрије и Француске. Тако је завршио рат Прве коалиције, иако је Велика Британија још остала у рату.